# Альтамирано, Луча
Мария де ла Лус Альтамирано Сантакрус, более известная как Луиса «Луча» Альтамирано (исп. María de la Luz Altamirano Santacruz, mas conocido como Luisa «Lucha» Altamirano) (30 июля 1917, Мичоакан, Мексика — 20 августа 1986, Мехико, Мексика) — мексиканская актриса. Рост — 1,65 метров.

## Биография
Родилась 30 июля 1917 года в Мичоакане. Сведений о её детстве и юности нет. В мексиканском кинематографе дебютировала в 1938 году и снялась всего лишь в девяти фильмах и телесериалах. Перовым фильмом с участием актрисы стал телесериал Хуан Сальдадо, где актриса сыграла роль владелицы ранчо, где она играла вместе с Эмилио Туэро и Марией Луисой Сеа. В 1945 году она сыграль роль офицера полиции в фильме Его великая иллюзия. В 1961 году актриса снялась в эпизодической роли в фильме Красивые тапас. В 1964 году актрису пригласили в телесериал Ловушка, где та сыграла  роль Няни Бека вместе с Рафаэлем Банкельсом, Лупитой Лара и  Кармен Монтехо. В 1967 году актриса приняла участие в двух телесериалах одновременно — Ангел в грязи и Фелипа Санчес, сварщица. В 1978 году она сыграла роль Бальбину Марин/Паулу Монтес де Ока в телесериале Отмеченная женщина. В 1980 году актриса сыграла в фильме Одинокая мать, в 1981 году она сыграла роль Доньи Гуадалупе «Лупиты» в телесериале Из-за любви, в 1982 году она сыграла в фильме Душа Саюлы. Последней работой актрисы стала роль Доньи Панчиты Лопес в телесериале В поисках рая, где та доигрывала роль ушедшей Аниты Бланч. В связи с резким  ухудшением самочувствия, она была вынуждена оставить кинематограф.
Скончалась 20 августа 1986 года в Мехико.

## Личная жизнь
Луча Альтамирано была замужем за актёром Оскаром Алаторре. Брак кончился в 1978 году в связи со смертью супруга.